# Fischenthal
Fischenthal är en ort och kommun i distriktet Hinwil i kantonen Zürich, Schweiz. Kommunen har 2 625 invånare (2023).
Kommunen består av orterna Gibswil, Fischenthal och Steg im Tösstal.